# 新居佳英
新居 佳英（あらい よしひで、1974年7月29日 - ）は、日本の実業家。株式会社アトラエ創業者・代表取締役CEO、株式会社アルティーリ代表取締役CEO。

## 人物・来歴
東京都世田谷区生まれ。母子家庭に育ち奨学金を受け、1987年桐朋小学校卒業。1990年桐朋中学校卒業。1993年桐朋高等学校卒業。小学校から高校までサッカー部に所属。高校の同級生にHENNGE創業者の小椋一宏がいる。
1998年上智大学理工学部機械工学科卒業。大学在学中からのちに共同創業者となった同級生の平井誠人らとイベントサークル事業を手掛けた。1998年インテリジェンスに入社。入社3年目の2000年には子会社のインサイトパートナーズ代表取締役に抜擢された。
2003年に平井とユビキタスコミュニケーションズ（現アトラエ）を設立し、代表取締役に就任。爾来業績を伸ばし続け、2018年には東京証券取引所一部への市場変更を果たした。2019年東京通信取締役。2020年アルティーリ代表取締役CEO。

## 著書
- 『組織の未来はエンゲージメントで決まる』英治出版 2018年